# Makna
Makna, (arabsko مقنا, latinizirano: Al Maqnah) znana tudi kot Magna, je mesto v provinci Tabuk v Saudovi Arabiji med provinco Hakl in središčem Ras al-Šeikh. Leži na 28° 23' 51" S in 34° 44' 59" V. je na obali Akabskega zaliva jugozahodno od Al-Bad'a. Od mesta Tabuk je oddaljen 235 km. Leži na meji regije Hedžas in je bilo v antiki v južnem Midianu. Rdeče morje v bližini Makne ima neokrnjene koralne grebene in je znano kot mesto za potapljanje.
Znan je po svoji slikoviti pokrajini in prisotnosti dveh vodnih izvirov v njem, to je Ain Musa. Zanj je značilno tudi obilje palm, sadja, manga in limon ter slikovite morske pokrajine, bogate z morskim življenjem in koralnimi grebeni, ki jih redko najdemo nikjer drugje na svetu. Obstaja projekt turistične linije, ki povezuje Saudovo Arabijo in Egipt, kjer si ga deli z egiptovskim mestom Dahab. Čas potovanja med obema mestoma je le 30 minut.
Lokalno izročilo pravi, da je "Bir al Saidni", ki je v Makni, vodnjak iz katerega je Mojzes odvalil kamen, da bi črpal vodo za črede Jetrovih hčera. Judovska skupnost na je bila tukaj znana vsaj iz 9. stoletja.

## Arheološko najdišče
Na razdalji 500 metrov južno od Maqne je Džabal al-Avaiša, ki velja za eno najpomembnejših arheoloških najdišč v Tabuku. Po površini so razporejeni kosi lončenih posod različnih velikosti in oblik, kot tudi kosi stekla. Najdišče sega v obdobje med nabatejsko dobo in zgodnjo islamsko dobo.